# Ha-Rakevet
Ha-Rakevet (hebrejsky: הרכבת‎) je čtvrť v centrální části Tel Avivu v Izraeli. Je součástí správního obvodu Rova 6 a samosprávné jednotky Rova Lev ha-Ir.

## Geografie
Leží na východním okraji centrální části Tel Avivu, přibližně 2 km od pobřeží Středozemního moře, v nadmořské výšce okolo 20 metrů. Po jejím východním okraji prochází takzvaná Ajalonská dálnice (dálnice číslo 20), která tudy vede společně s železniční tratí a korytem toku Nachal Ajalon.

## Popis čtvrti
Čtvrť na severu vymezuje ulice Jicchaka Sadeho, na jihu ulice ha-Rakevet, která dala čtvrti jméno, na východě Ajalonská dálnice a na západě ulice Menachema Begina. Zástavba má charakter husté blokové městské výstavby. Do ní prostupuje nová výšková a komerční zástavba. Severně odtud leží čtvrť Montefiore, za jejíž součást se ha-Rakevet považuje, na západě je to čtvrť Lincoln, na jihu Neve Ša'anan. 